# UTC+11:30

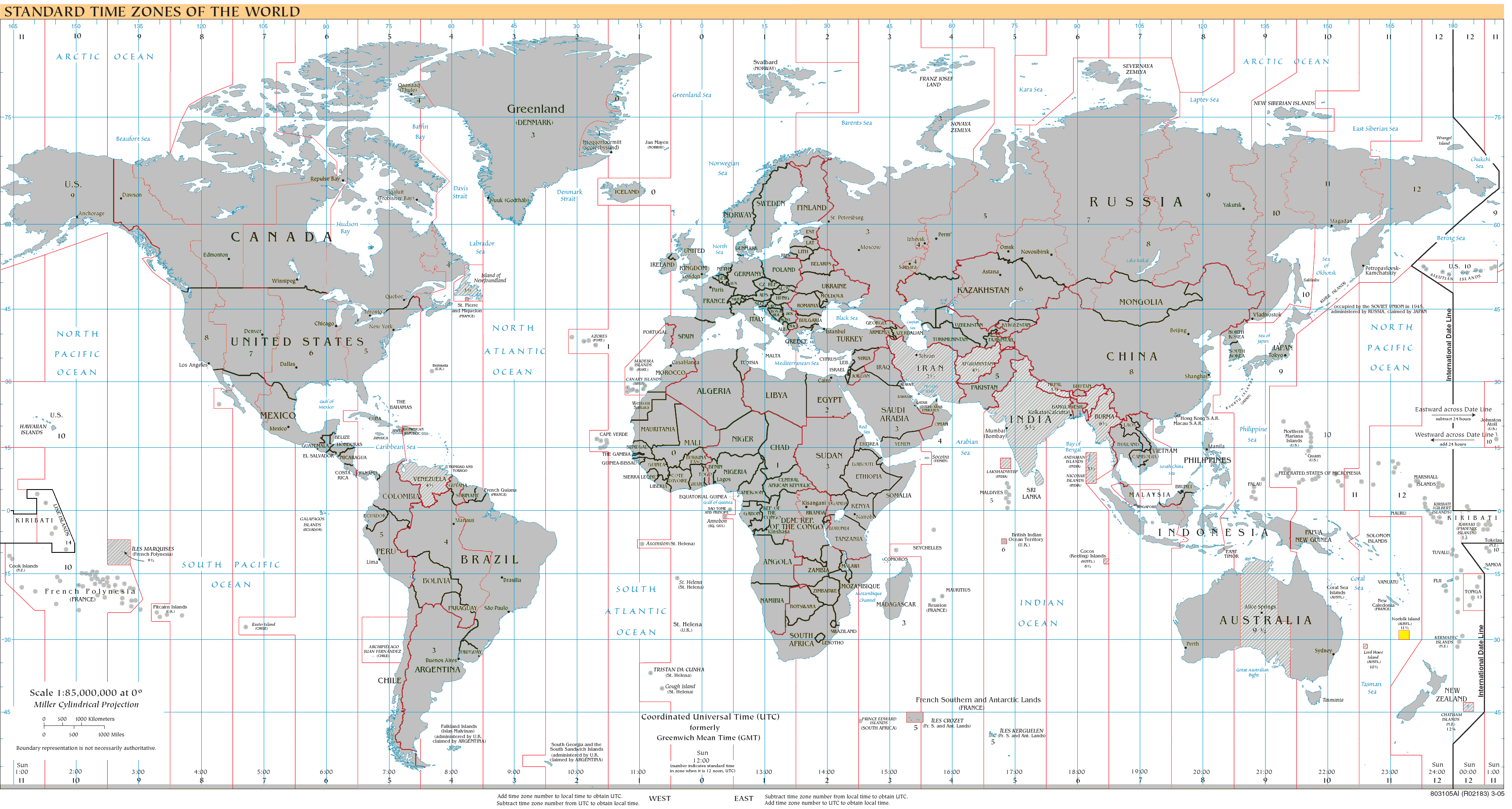
UTC+11:30

UTC+11:30 (L+ – Lima+) – strefa czasowa, odpowiadająca czasowi słonecznemu południka 172°30'E.

## Strefa całoroczna
Australia i Oceania:
- Norfolk